# Elan' (affluente della Savala)
L'Elan' (in russo Ела́нь?, Bol'šaja Elan' nell'alto corso, Больша́я Ела́нь) è un fiume della Russia europea, affluente di destra della Savala (bacino idrografico del Don). Scorre nelle oblast' di Voronež e di Tambov.
La sorgente del fiume si trova vicino al villaggio di Pičaevo. Il fiume scorre in direzione meridionale, nel basso corso verso sud-est. Riceve da destra il suo maggior affluente, il Tokaj (lungo 131 km). Sfocia nel fiume Savala a 50 km dalla foce. Il fiume ha una lunghezza di 165 km, l'area del suo bacino è di 3 630 km². Il maggior centro abitato che attraversa è l'insediamento di tipo urbano di Elan'-Kolenovskij.